# Conflit du diocèse de Constance
 (mai 2025).
Si vous disposez d'ouvrages ou d'articles de référence ou si vous connaissez des sites web de qualité traitant du thème abordé ici, merci de compléter l'article en donnant les références utiles à sa vérifiabilité et en les liant à la section « Notes et références ».

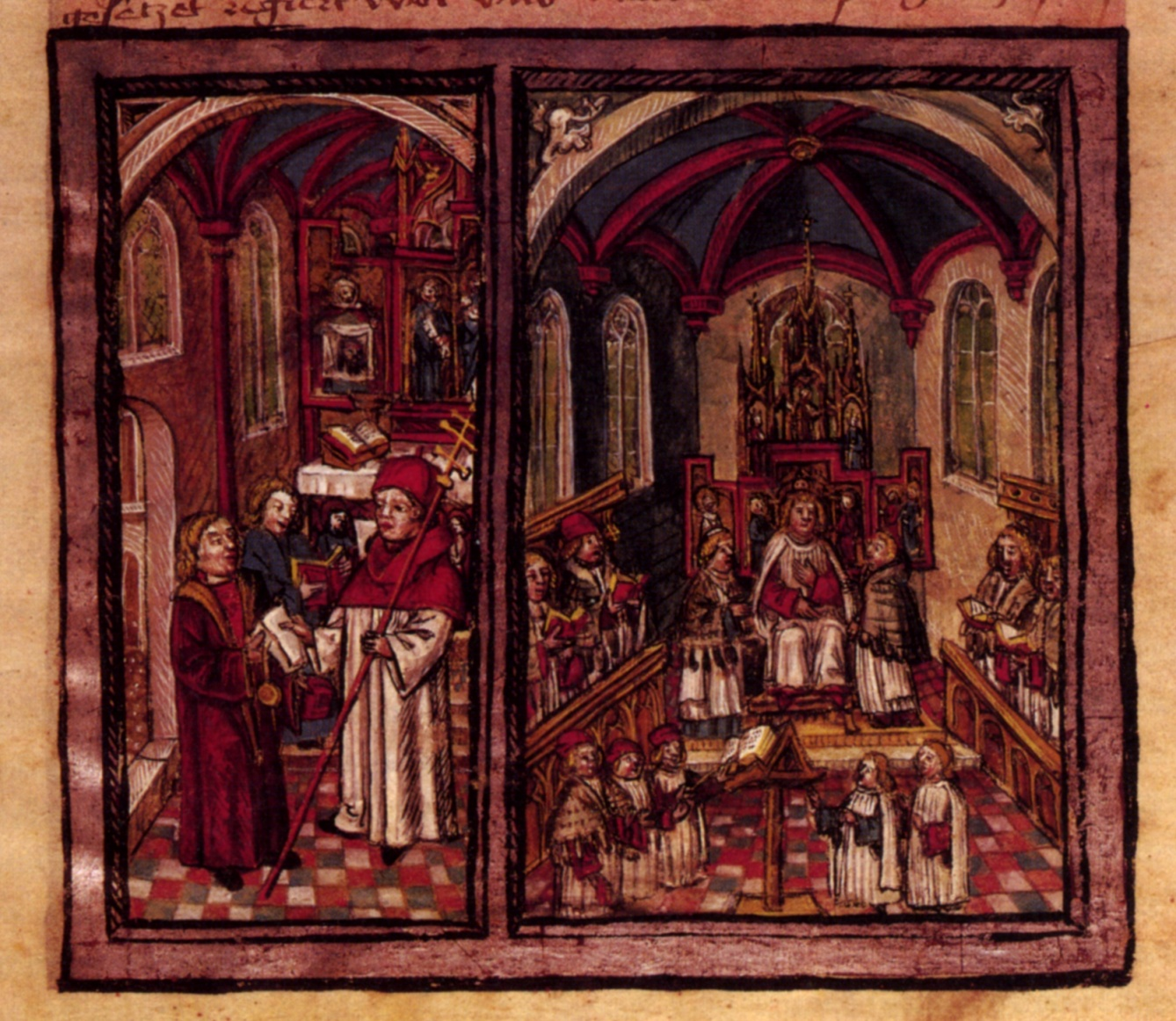
Dispute du diocèse de Constance dans la Chronique illustrée suisse, 1513

La querelle du diocèse de Constance secoue le diocèse de   Souabe et la ville de Constance entre 1474 et 1480, lorsque le candidat de l'empereur et celui du pape se disputent la charge d'évêque de Constance.
Ce conflit est une séquelle de la querelle des Investitures entre la papauté et les empereurs germaniques ayant donné lieu au XIe siècle à des élections doubles et à des nominations multiples d'évêques dans l'Empire germanique.

## Déroulement du conflit
En raison de la mauvaise santé de l'évêque de Constance, Hermann III de Breitenlandenberg, le pape Sixte IV (1471–1484) lui adjoint  Ludwig von Freiberg comme  coadjuteur au début de septembre 1474, afin de garantir sa succession en cas de décès. Hermann meurt effectivement le 18 septembre, mais le chapitre de la cathédrale de Constance, ignorant la commission papale en faveur de Ludwig, procède alors à l'élection d'un nouvel évêque et, le 30 septembre, élit à la majorité Othon IV de Sonnenberg (1474-1491), ce qui déclenche le conflit de l'évêché de Constance.
Ludwig von Freiberg, issu de la petite noblesse, recueille outre le soutien du pape, ceux du duc  Sigismond d'Autriche et du comte de Wurtemberg Ulrich V. Othon de Sonnenberg, de la maison du comte de Waldburg, peut de son côté compter sur le soutien de l'empereur Frédéric III. (1440–1493) en plus de celui du chapitre de la cathédrale. Frédéric remet à Sonnenberger les insignes de la charge d'évêque le 24 octobre 1475.
Pour régler la situation devenue quasi-chaotique dans le diocèse et à Constance et faire respecter la reconnaissance d'Othon, en juin 1476  l'empereur envoie le maréchal héréditaire impérial Rudolf von Pappenheim, après quoi les deux partis conviennent d'une période d'intérim : de 1478 jusqu'en mars 1479, Sixte IV confie à l'empereur la médiation du conflit épiscopal. À nouveau Frédéric choisit Othon, sur quoi Ludwig fait appel au pape. L'empereur entérine finalement, par décret du 1er août 1480, la reconnaissance d'Othon comme évêque. Ludwig, qui s'était entretemps rendu à Rome, meurt à l'automne de la même année. Finalement, le 10 novembre 1480, Sixte IV reconnaît Othon comme évêque ce qui met fin à la dispute.